# Вісо-дель-Маркес
Вісо-дель-Маркес (ісп. Viso del Marqués) — муніципалітет в Іспанії, у складі автономної спільноти Кастилія-Ла-Манча, у провінції Сьюдад-Реаль. Населення — 2804 особи (2010).
Муніципалітет розташований на відстані близько 210 км на південь від Мадрида, 60 км на південний схід від Сьюдад-Реаля.
На території муніципалітету розташовані такі населені пункти: (дані про населення за 2010 рік)
- Басан: 114 осіб
- Умбрія-де-Фреснедас: 4 особи
- Вільяльба-де-Калатрава: 21 особа
- Вісо-дель-Маркес: 2665 осіб

## Демографія
Динаміка населення (INE ):